# Groupe d'UGC 2709
Le groupe d'UGC 2709 comprend au moins 5 galaxies situées dans la constellation de Persée. La distance moyenne entre ce groupe et la Voie lactée est d'environ 71,0 Mpc (∼232 millions d'al). 

## Membres
Le tableau ci-dessous liste les 4 galaxies du groupe indiquées dans l'article de A.M. Garcia paru en 1993. La cinquième galaxie est IC 305 qui est même peut-être en interaction avec IC 304. 
| Nom      | Class.  | Type                  | α (J2000.0)   | δ (J2000.0) | Vitesse radiale (km/s) | m    | Distance (Mpc) | Dimension (kal) |
| -------- | ------- | --------------------- | ------------- | ----------- | ---------------------- | ---- | -------------- | --------------- |
| IC 304   | Sb      | Spirale               | 03h 15m 01.4s | 37° 52′ 55″ | 4938 ± 5               | 13,9 | 69,0 ± 4,8     | 72              |
| UGC 2685 | SAB(s)b | Spirale intermédiaire | 03h 20m 52.8s | 38° 15′ 12″ | 5037 ± 5               | 14,0 | 70,4 ± 4,9     | 113             |
| UGC 2709 | SABb    | Spirale intermédiaire | 03h 23m 53.6s | 38° 40′ 37″ | 5142 ± 3               | 14,0 | 71,8 ± 5,0     | 157             |
| UGC 2637 | Sd      | Spirale               | 03h 17m 31.0s | 38° 01′ 34″ | 5126 ± 10              | 14,8 | 71,6 ± 5,0     | 96              |
| IC 305   | C,E     | Compacte elliptique   | 03h 15m 03.8s | 37° 51′ 36″ | 5172 ± 27              | 14,5 | 72,2 ± 5,3     | 55              |

Le site DeepskyLog permet de trouver aisément les constellations des galaxies mentionnées dans ce tableau ou si elles ne s'y trouvent pas, l'outil du site constellation permet de le faire à l'aide des coordonnées de la galaxie. Sauf indication contraire, les données proviennent du site NASA/IPAC. 